# Otto Leodolter
Otto Leodolter, avstrijski smučarski skakalec, * 18. marec 1936, Mariazell, Avstrija, † 16. december 2020.
Leodolter je nastopil na treh zimskih olimpijskih igrah, v letih 1956 v Cortini d'Ampezzo, kjer je osvojil trideseto mesto na veliki skakalnici, 1960 v Squaw Valleyu, kjer je osvojil bronasto medaljo na veliki skakalnici, ter 1964 v Innsbrucku, kjer je osvojil sedemnajsto mesto na veliki skakalnici in osemindvajseto na srednji. Je prvi avstrijski dobitnik olimpijske medalje v smučarskih skokih. Leta 1957 je zmagal na Pokalu Kongsberg v Zell am Seeju.